# 今夜はえみぃ〜GO!!
『今夜はえみぃ〜GO!!（こんやはえみぃ〜ご!!）』は、上沼恵美子がMCを務める毎日放送（MBSテレビ）のトークバラエティ番組。2002年10月17日から2008年3月20日まで、毎週木曜日23:55 - 0:55（JST）に放送されていた。上沼にとっては、初めてのレギュラー深夜番組でもあった。前番組は、よゐこ（濱口優・有野晋哉）と松嶋尚美（当時・オセロ）出演の『むちのち!』である。

## 内容
レギュラー陣に円広志を加え、ゲストとトークをするスタイルのトーク番組。ゲストは主に円広志、お笑い芸人1組、男性1組、女性1組の組み合わせの場合が多く、お笑い芸人枠のゲストがシャンプーハット、ロザン、サバンナ、千鳥、土肥ポン太などの関西を拠点としている芸人が多い。またこの番組ではよくゲストの嫌いな芸能人の名前も出すのでその際にはイニシャルだけが放送され、あとの部分は効果音で隠されている。
番組企画当初は単に「えみぃ〜Go」というタイトルだったが、番組名に「ん」が含まれた方が視聴率がいい（『えみちゃんねる』、『おしゃべりクッキング』など）というジンクスがあり、後付で「今夜は」の部分が足された経緯がある（上沼自身が番組内で公表）。
また改編期には、不定期で「お昼もえみぃ〜GO!!」、年始には「初笑い!!えみぃ〜GO」と題した特別番組が放送されていた。
司会者である上沼が、定年を迎えた夫に生活のペースを合わせ、仕事をセーブするために本番組の終了が決定した。このことは、上沼自身がラジオ『上沼恵美子のこころ晴天』で語っている。また今後はスペシャルとして放送する予定であることが、番組内で発表されている。

## 出演者
レギュラー
- 上沼恵美子（総合司会者）
- 円広志

準レギュラー（月1回程度の出演）
- 瀬川瑛子
- トミーズ健
- いとうまいこ
- 杉田かおる
- 宮前真樹
- シャンプーハット
- 城咲仁
- 千鳥
- ロザン
- 有坂来瞳
- 辻本茂雄
- 岸部四郎（初期）　他多数

## スタッフ
- 構成 - 大池晶、やまだともカズ、森脇尚志、岸本尚久、七條奈央
- 番組宣伝 - 荒井丈介（MBS）
- アシスタントディレクター - 稲子太輔（クラッチ）、田中恒多（オンタイム）、前田亜希（クラッチ）、辻山健太（メガバックス）
- ディレクター - 重信好輝（クラッチ）、片平論（オンタイム）、岡正明（メガバックス）
- プロデューサー - 中井保（MBS）、藤澤國彦（オンタイム。）
- 技術協力 - 東通、アーチェリープロ、SAプロ、イングス
- 美術協力 - 毎日舞台、高津商会、京阪商会、新光企画、藤貴園芸
- スタッフ協力 - 東通企画、D=クラッチ.（旧スタッフ21）、MBS企画
- 制作協力 - オンタイム
- 製作著作 - 毎日放送

## ネット局
| 放送対象地域 | 放送局                | 系列    | 放送開始日                     | 放送日時                   | 遅れ     | 備考 |
| ------------ | --------------------- | ------- | ------------------------------ | -------------------------- | -------- | ---- |
| 近畿広域圏   | 毎日放送（MBSテレビ） | TBS系列 | 2002年10月17日 - 2008年3月20日 | 木曜 23:55-翌0:55          | 制作局   |      |
| 中京広域圏   | CBCテレビ             | TBS系列 |                                | 火曜 1:25-2:25（月曜深夜） | 18日遅れ |      |

### 過去の放送局
| 岡山県・香川県 | 山陽放送（RSK） | TBS系列 |
| 広島県         | 中国放送（RCC） | TBS系列 |